# Ентісоль

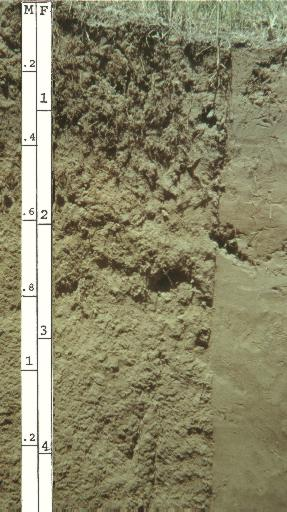
Структура ентісоля

Ентісоль, за класифікацією USDA — тип ґрунтів, що не мають ніякої багатошарової структури. Ентісоль не проявляє діагностичних горизонтів, і дуже схожий до материнської породи.
| Ґрунтовий профіль | Це незавершена стаття з ґрунтознавства. Ви можете допомогти проєкту, виправивши або дописавши її. |